# (27993) 1997 WK
(27993) 1997 WK est un astéroïde de la ceinture principale d'astéroïdes découvert en 1997.

## Description
(27993) 1997 WK a été découvert le 18 novembre 1997 à l'observatoire astronomique d'Ōizumi, situé à Ōizumi, dans la préfecture de Gunma, au Japon, par Takao Kobayashi.

### Caractéristiques orbitales
L'orbite de cet astéroïde est caractérisée par un demi-grand axe de 2,63 UA, un périhélie de 2,61 UA, une excentricité de 0,01 et une inclinaison de 1,82° par rapport à l'écliptique. Du fait de ces caractéristiques, à savoir un demi-grand axe compris entre 2 et 3,2 UA et un périhélie supérieur à 1,666 UA, il est classé, selon la JPL Small-Body Database, comme objet de la ceinture principale d'astéroïdes.

### Caractéristiques physiques
(27993) 1997 WK a une magnitude absolue (H) de 13,9 et un albédo estimé à 0,166.